# Червень 2019
Червень 2019 — шостий місяць 2019 року, що розпочався в суботу 1 червня та закінчився в неділю 30 червня.

## Події
- 1 червня
  - Ліверпуль переміг Тоттенгем у фіналі Ліги чемпіонів УЄФА 2018—2019, 64-го сезону в історії Кубка європейських чемпіонів і 27-го сезону в історії Ліги чемпіонів УЄФА на стадіоні «Ванда Метрополітано» в Мадриді[1].
  - Під час фестивалю Kozak Fest в Дніпропетровській області через ураган загинула людина, ще двоє отримали переломи[2]
  - Фонд «Історична пам'ять» вперше опублікував радянські оригінали Пакту Молотова — Ріббентропа[3]
  - Суд в Угорщині ухвалив рішення арештувати громадянина України, капітана круїзного судна, яке зіткнулося з прогулянковим катером на Дунаї[4]
- 2 червня
  - На 48-му Київському міжнародному кінофестивалі «Молодість» гран-прі отримав фільм «Дикий», французького режисера Камій Відаль-Наке[5].
  - У Венеції на каналі Джудекка зіткнулися круїзний лайнер MSC Opera і туристичний теплохід Michelangelo[6].
- 6 червня
  - Верховна Рада України прийняла Закон «Про тимчасові слідчі комісії і тимчасові спеціальні комісії Верховної Ради України», який врегульовує процедуру імпічменту Президента України[7].
  - Конституційний Суд України визнав неконституційними положення законодавства щодо е-декларування громадських активістів та — за зверненням заводу Коломойського — права НАБУ вимагати визнання корупційних угод недійсними[8].
- 9 червня
  - Переможцем Відкритого чемпіонату Франції з тенісу серед чоловіків став Рафаель Надаль, серед жінок — Ешлі Барті[9].
  - Збірна Португалії з футболу перемогла збірну Нідерландів у фіналі Ліга націй УЄФА 2018—2019 та стала першим володарем трофею[10].
- 11 червня
  - В Україні почала працювати німецька транспортна компанія Flixbus[11]
  - Компанія Amazon стала найдорожчим світовим брендом згідно з рейтингом BrandZ Top Global Brands за 2019 рік[12]
- 12 червня
  - Рада США з географічних назв ухвалила рішення про заміну офіційної назви столиці України з «Kiev» на «Kyiv» у міжнародній базі[13].
  - Переможцем Кубку Стенлі НХЛ 2019 стали хокеїсти Сент-Луїс Блюз, які у фінальній серії перемогли Бостон Брюїнс[14].
- 13 червня
  - Переможцем НБА сезону 2018—2019 стали баскетболісти Торонто Репторз, які у фінальній серії перемогли Голден-Стейт Ворріорс[15].
- 14 червня
  - У Молдові після конституційної кризи змінилася влада. Новий уряд очолила Мая Санду[16].
- 15 червня
  - Збірна України з футболу віком до 20 років (U-20) виграла молодіжний чемпіонат світу[17].
- 17 червня
  - Помер колишній президент Єгипту Мухаммед Мурсі, засуджений до довічного ув'язнення; у країні введено особливий стан[18].
- 19 червня
  - Міжнародна слідча група (JIT) назвала імена чотирьох підозрюваних у причетності до збиття Boeing 777 біля Донецька. Це — Ігор Гіркін, Сергій Дубінський, Олег Пулатов та Леонід Харченко[19].
  - Знайшли застреленим народного депутата України, координатора групи «Інформаційний спротив» Дмитра Тимчука[20].
  - Суд Європейського Союзу визнав недійсною торгову марку Adidas (знамениті «три смужки»)[21].
- 20 червня
  - Конфлікт між Філаретом та Епіфанієм: Владика Філарет провів «собор» щодо відновлення Київського патріархату[22].
  - Після 6 тижнів коми, в результаті черепно-мозкової травми, завданої під час нападу, помер черкаський журналіст Вадим Комаров[23].
- 21 червня
  - У Грузії проходять антиросійські мітинги[24]
- 22 червня
  - США скликають екстрене засідання Ради Безпеки ООН через Іран[25]
- 23 червня
  - У Чехії розпочалися масові акції протестів[ru] з вимогою відставки прем'єр-міністра Андрея Бабіша[26].
- 24 червня
  - 140-й центр спеціального призначення став першим в історії підрозділом країни — не члена НАТО, який пройшов сертифікацію для залучення до Сил швидкого реагування НАТО[27].
- 25 червня
  - Парламентська асамблея Ради Європи ухвалила резолюцію, яка дозволяє зняти санкції з російської делегації[28].
  - Національний банк України з 25 жовтня 2019 року запроваджує в обіг банкноту номіналом 1000 гривень, на котрій розміщено портрет Володимира Вернадського[29].
- 29 червня
  - Закінчення роботи дводенного Саміту Великої двадцятки в Осаці[30].
- 30 червня
  - На Європейських іграх 2019, що проходили протягом 21-30 червня і Мінську (Білорусь) лідерами медального заліку стала команда Росії, на другому місці — спортсмени Білорусі, на третьому — України[31].